# Stazione meteorologica di Tarvisio
La stazione meteorologica di Tarvisio è la stazione meteorologica di riferimento per il Servizio Meteorologico dell'Aeronautica Militare e per l'Organizzazione Mondiale della Meteorologia, relativa alla località di Tarvisio.

## Storia
La stazione meteorologica venne attivata nel 1928 presso la locale stazione radiotelegrafica aeronautica per fornire assistenza alla navigazione area. Nel 1931 la stazione divenne di seconda classe, mentre nel 1935 fu elevata a stazione di prima classe.
L'8 settembre 1943 la stazione meteorologica venne disattivata a causa degli eventi della seconda guerra mondiale, per poi essere riattivata sempre come stazione di prima classe il 5 dicembre 1945 presso l'ex Albergo Trieste.
La stazione meteorologica venne poi trasferita presso la Caserma Italia di Tarvisio il 23 maggio 1953, data a partire dalla quale la stazione ha mantenuto sempre la stessa ubicazione che coincide con quella attuale.

## Caratteristiche
La stazione meteorologica si trova nell'Italia nord-orientale, in Friuli-Venezia Giulia, in provincia di Udine, nel comune di Tarvisio, a 778 metri s.l.m. e alle coordinate geografiche 46°30′21.03″N 13°35′09.12″E.
Attiva 24 ore su 24, oltre ad effettuare assistenza alla navigazione aerea, svolge la propria attività mediante rilevazioni orarie con osservazioni sullo stato del cielo (nuvolosità in chiaro) e su temperatura, precipitazioni, umidità relativa, pressione atmosferica con valore normalizzato al livello del mare, direzione e velocità del vento.

## Medie climatiche ufficiali

### Dati climatologici 1971-2000
In base alle medie climatiche del periodo 1971-2000, le più recenti in uso, la temperatura media del mese più freddo, gennaio, è di -1,7 °C, mentre quella del mese più caldo, luglio, è di +17,7 °C; mediamente si contano 128 giorni di gelo all'anno e 4 giorni con temperatura massima uguale o superiore ai +30 °C. I valori estremi di temperatura registrati nel medesimo trentennio sono i -23,2 °C del gennaio 1985 e i +37,2 °C del luglio 1983.
Le precipitazioni medie annue si attestano a 1.417 mm, mediamente distribuite in 111 giorni di pioggia, con minimo relativo in inverno, picco massimo in autunno e massimo secondario in estate per gli accumuli.
L'umidità relativa media annua fa registrare il valore di 75,8 % con minimi di 72 % a marzo, ad aprile, a maggio e a luglio e massimi di 83 % a novembre e a dicembre; mediamente si contano 40 giorni di nebbia all'anno.
Di seguito è riportata la tabella con le medie climatiche e i valori massimi e minimi assoluti registrati nel trantennio 1971-2000 e pubblicati nell'Atlante Climatico d'Italia del Servizio Meteorologico dell'Aeronautica Militare relativo al medesimo trentennio.
| Tarvisio (1971-2000)            | Mesi         | Mesi         | Mesi         | Mesi        | Mesi        | Mesi        | Mesi        | Mesi        | Mesi        | Mesi        | Mesi         | Mesi         | Stagioni | Stagioni | Stagioni | Stagioni | Anno    |
| Tarvisio (1971-2000)            | Gen          | Feb          | Mar          | Apr         | Mag         | Giu         | Lug         | Ago         | Set         | Ott         | Nov          | Dic          | Inv      | Pri      | Est      | Aut      | Anno    |
| ------------------------------- | ------------ | ------------ | ------------ | ----------- | ----------- | ----------- | ----------- | ----------- | ----------- | ----------- | ------------ | ------------ | -------- | -------- | -------- | -------- | ------- |
| T. max. media (°C)              | 2,1          | 4,5          | 8,6          | 12,3        | 17,7        | 21,1        | 23,9        | 23,7        | 19,7        | 13,7        | 6,6          | 2,6          | 3,1      | 12,9     | 22,9     | 13,3     | 13,0    |
| T. min. media (°C)              | −5,5         | −4,6         | −1,3         | 1,8         | 6,4         | 9,5         | 11,5        | 11,5        | 8,2         | 4,0         | −0,9         | −4,3         | −4,8     | 2,3      | 10,8     | 3,8      | 3,0     |
| T. max. assoluta (°C)           | 13,6 (1976)  | 20,5 (1989)  | 22,7 (1989)  | 23,7 (1992) | 29,4 (1989) | 31,4 (1996) | 37,2 (1983) | 33,6 (1992) | 29,8 (1982) | 25,2 (1985) | 21,0 (1977)  | 14,4 (1989)  | 20,5     | 29,4     | 37,2     | 29,8     | 37,2    |
| T. min. assoluta (°C)           | −23,2 (1985) | −18,7 (1987) | −18,2 (1971) | −7,6 (1985) | −5,6 (1979) | −0,6 (1975) | 2,5 (1984)  | 2,0 (1987)  | −2,2 (1971) | −7,1 (1997) | −15,4 (1975) | −17,2 (1986) | −23,2    | −18,2    | −0,6     | −15,4    | −23,2   |
| Giorni di calura (Tmax ≥ 30 °C) | 0            | 0            | 0            | 0           | 0           | 0           | 2           | 2           | 0           | 0           | 0            | 0            | 0        | 0        | 4        | 0        | 4       |
| Giorni di gelo (Tmin ≤ 0 °C)    | 28           | 24           | 19           | 9           | 1           | 0           | 0           | 0           | 0           | 6           | 17           | 24           | 76       | 29       | 0        | 23       | 128     |
| Precipitazioni (mm)             | 69,1         | 66,7         | 93,3         | 132,9       | 123,7       | 154,3       | 141,2       | 119,4       | 140,0       | 153,8       | 131,1        | 91,5         | 227,3    | 349,9    | 414,9    | 424,9    | 1 417,0 |
| Giorni di pioggia               | 6            | 6            | 8            | 10          | 13          | 13          | 12          | 10          | 9           | 9           | 8            | 7            | 19       | 31       | 35       | 26       | 111     |
| Giorni di nebbia                | 4            | 4            | 4            | 2           | 1           | 1           | 1           | 2           | 2           | 5           | 7            | 7            | 15       | 7        | 4        | 14       | 40      |
| Umidità relativa media (%)      | 80           | 74           | 72           | 72          | 72          | 73          | 72          | 74          | 76          | 79          | 83           | 83           | 79       | 72       | 73       | 79,3     | 75,8    |

### Dati climatologici 1961-1990
In base alla media trentennale di riferimento 1961-1990, ancora in uso per l'Organizzazione meteorologica mondiale e definita Climate Normal (CLINO), la temperatura media del mese più freddo, gennaio, si attesta a -2,6 °C; quella del mese più caldo, luglio, è di poco +16,8 °C. Mediamente, si verificano 136 giorni di gelo all'anno. Nel medesimo trentennio, la temperatura minima assoluta ha toccato i -23,2 °C nel gennaio 1985 (media delle minime assolute di -17,1 °C), mentre la massima assoluta ha fatto registrare i +37,2 °C nel luglio 1983 (media delle massime assolute di +31,0 °C).
La nuvolosità media annua si attesta a 4,3 okta giornalieri, con minimo di 3,7 okta giornalieri a settembre e massimi di 4,8 okta giornalieri ad aprile e a maggio.
Le precipitazioni medie annue, attorno ai 1500 mm e distribuite mediamente in 112 giorni, fanno registrare un minimo relativo in inverno, quando generalmente sono nevose.
L'umidità relativa media annua fa registrare il valore di 76,6% con minimo di 71% a luglio e massimo di 83% a dicembre.
Il vento presenta una velocità media annua di 3,4 m/s, con minimo di 3,1 m/s ad agosto e massimo di 3,9 m/s a dicembre; le direzione prevalenti sono di ponente tra settembre e giugno e di levante a luglio e ad agosto.
| Tarvisio (1961-1990)         | Mesi        | Mesi        | Mesi        | Mesi         | Mesi        | Mesi        | Mesi        | Mesi        | Mesi        | Mesi        | Mesi        | Mesi        | Stagioni | Stagioni | Stagioni | Stagioni | Anno    |
| Tarvisio (1961-1990)         | Gen         | Feb         | Mar         | Apr          | Mag         | Giu         | Lug         | Ago         | Set         | Ott         | Nov         | Dic         | Inv      | Pri      | Est      | Aut      | Anno    |
| ---------------------------- | ----------- | ----------- | ----------- | ------------ | ----------- | ----------- | ----------- | ----------- | ----------- | ----------- | ----------- | ----------- | -------- | -------- | -------- | -------- | ------- |
| T. max. media (°C)           | 1,4         | 3,9         | 8,1         | 12,4         | 17,3        | 20,8        | 23,5        | 22,8        | 19,7        | 14,2        | 6,6         | 1,9         | 2,4      | 12,6     | 22,4     | 13,5     | 12,7    |
| T. min. media (°C)           | −6,6        | −4,9        | −1,9        | 1,6          | 5,9         | 9,1         | 11,0        | 10,8        | 8,1         | 3,9         | −1,0        | −5,3        | −5,6     | 1,9      | 10,3     | 3,7      | 2,6     |
| T. max. assoluta (°C)        | 13,6 (1976) | 20,5 (1989) | 22,7 (1989) | 25,8 (1968)  | 29,4 (1989) | 30,4 (1963) | 32,2 (1983) | 31,0 (1961) | 29,8 (1982) | 25,2 (1985) | 21,0 (1977) | 14,4 (1989) | 20,5     | 29,4     | 32,2     | 29,8     | 32,2    |
| T. min. assoluta (°C)        | −3,2 (1985) | −1,2 (1963) | −2,5 (1963) | −10,8 (1970) | −5,6 (1979) | −1,2 (1962) | 2,5 (1984)  | 1,8 (1968)  | −2,6 (1964) | −6,0 (1972) | −5,4 (1975) | −8,9 (1968) | −8,9     | −10,8    | −1,2     | −6,0     | −10,8   |
| Giorni di gelo (Tmin ≤ 0 °C) | 29          | 24          | 20          | 10           | 1           | 0           | 0           | 0           | 1           | 6           | 18          | 27          | 80       | 31       | 0        | 25       | 136     |
| Nuvolosità (okta al giorno)  | 4,3         | 4,1         | 4,4         | 4,8          | 4,8         | 4,7         | 4,1         | 4,0         | 3,7         | 4,0         | 4,6         | 4,2         | 4,2      | 4,7      | 4,3      | 4,1      | 4,3     |
| Precipitazioni (mm)          | 78,1        | 74,0        | 98,9        | 128,2        | 140,4       | 144,4       | 136,8       | 154,7       | 137,1       | 126,6       | 156,1       | 95,8        | 247,9    | 367,5    | 435,9    | 419,8    | 1 471,1 |
| Giorni di pioggia            | 7           | 7           | 8           | 10           | 13          | 13          | 11          | 11          | 8           | 8           | 9           | 7           | 21       | 31       | 35       | 25       | 112     |
| Umidità relativa media (%)   | 81          | 76          | 76          | 73           | 74          | 74          | 71          | 74          | 76          | 79          | 82          | 83          | 80       | 74,3     | 73       | 79       | 76,6    |
| Vento (direzione-m/s)        | W 3,8       | W 3,8       | W 3,5       | W 3,3        | W 3,3       | W 3,2       | E 3,2       | E 3,1       | W 3,2       | W 3,3       | W 3,7       | W 3,9       | 3,8      | 3,4      | 3,2      | 3,4      | 3,4     |

### Dati climatologici 1951-1980
Nel trentennio 1951-1980, la temperatura media del mese più freddo, gennaio, si attesta a -2,7 °C; quella del mese più caldo, luglio, è di +16,9 °C.
Nel medesimo trentennio, la temperatura minima assoluta ha toccato i -22,4 °C nel febbraio 1956, mentre la massima assoluta ha fatto registrare i +35,0 °C nel luglio 1952.
| Tarvisio (1951-1980)  | Mesi         | Mesi         | Mesi         | Mesi         | Mesi        | Mesi        | Mesi        | Mesi        | Mesi        | Mesi        | Mesi         | Mesi         | Stagioni | Stagioni | Stagioni | Stagioni | Anno  |
| Tarvisio (1951-1980)  | Gen          | Feb          | Mar          | Apr          | Mag         | Giu         | Lug         | Ago         | Set         | Ott         | Nov          | Dic          | Inv      | Pri      | Est      | Aut      | Anno  |
| --------------------- | ------------ | ------------ | ------------ | ------------ | ----------- | ----------- | ----------- | ----------- | ----------- | ----------- | ------------ | ------------ | -------- | -------- | -------- | -------- | ----- |
| T. max. media (°C)    | 1,1          | 3,8          | 8,0          | 12,3         | 17,2        | 20,8        | 23,0        | 22,5        | 19,3        | 13,8        | 6,6          | 2,0          | 2,3      | 12,5     | 22,1     | 13,2     | 12,5  |
| T. min. media (°C)    | −6,5         | −5,0         | −2,0         | 1,4          | 5,6         | 9,2         | 10,8        | 10,7        | 8,0         | 3,5         | −0,6         | −5,0         | −5,5     | 1,7      | 10,2     | 3,6      | 2,5   |
| T. max. assoluta (°C) | 13,6 (1976)  | 17,2 (1959)  | 21,8 (1968)  | 25,8 (1968)  | 29,1 (1953) | 31,4 (1952) | 35,0 (1952) | 33,0 (1961) | 29,2 (1951) | 24,2 (1958) | 21,0 (1977)  | 12,8 (1974)  | 17,2     | 29,1     | 35,0     | 29,2     | 35,0  |
| T. min. assoluta (°C) | −21,4 (1963) | −22,4 (1956) | −20,5 (1963) | −10,8 (1970) | −6,2 (1957) | −1,2 (1962) | 2,4 (1960)  | 1,8 (1957)  | −2,6 (1964) | −6,4 (1951) | −15,4 (1975) | −18,9 (1968) | −22,4    | −20,5    | −1,2     | −15,4    | −22,4 |

## Valori estremi

### Temperature estreme mensili dal 1946 ad oggi
Nella tabella sottostante sono riportate le temperature massime e minime assolute mensili, stagionali ed annuali dal 1946 ad oggi, con il relativo anno in cui si queste si sono registrate. La massima assoluta del periodo esaminato di +37,2 °C risale al luglio 1983, mentre la minima assoluta di -25,2 °C è del gennaio 1947.
| Tarvisio (1946-2024)  | Mesi         | Mesi         | Mesi         | Mesi         | Mesi        | Mesi        | Mesi        | Mesi        | Mesi        | Mesi        | Mesi             | Mesi         | Stagioni | Stagioni | Stagioni | Stagioni | Anno  |
| Tarvisio (1946-2024)  | Gen          | Feb          | Mar          | Apr          | Mag         | Giu         | Lug         | Ago         | Set         | Ott         | Nov              | Dic          | Inv      | Pri      | Est      | Aut      | Anno  |
| --------------------- | ------------ | ------------ | ------------ | ------------ | ----------- | ----------- | ----------- | ----------- | ----------- | ----------- | ---------------- | ------------ | -------- | -------- | -------- | -------- | ----- |
| T. max. assoluta (°C) | 13,6 (1976)  | 18,4 (2012)  | 22,7 (1989)  | 25,8 (1968)  | 30,2 (2009) | 34,0 (2019) | 37,2 (1983) | 35,2 (2013) | 29,8 (1982) | 25,2 (1985) | 21,0 (1977,2022) | 14,4 (1989)  | 18,4     | 30,2     | 37,2     | 29,8     | 37,2  |
| T. min. assoluta (°C) | −25,2 (1947) | −22,4 (1956) | −20,5 (1963) | −10,8 (1970) | −6,2 (1957) | −1,2 (1962) | 2,4 (1960)  | 1,8 (1957)  | −2,6 (1964) | −7,1 (1997) | −15,4 (1975)     | −18,9 (1968) | −25,2    | −20,5    | −1,2     | −15,4    | −25,2 |